# Ernesto Díaz Correa
Ernesto Del Carmen Díaz Correa (Curicó, 16 de julio de 1963) es un comunicador chileno que se desempeña como relator en el programa Cooperativa Deportes de Radio Cooperativa. Es apodado "El pequeño gigante de Curicó". Es considerado por muchos como el mejor relator radial y de los medios de comunicación deportivos vigentes en el país.

## Carrera

### Inicios
Estudió en la Escuela Porvenir y el Liceo 1 de Curicó y luego en el Liceo Manuel Barros Borgoño de Santiago. 
Desde muy niño tuvo el sueño de ser futbolista y estar en Curicó Unido, pero sus anhelos no prosperaron. Al no poder cumplir su sueño, optó por seguir relacionado con el fútbol. Su pasión siempre fue el relato por eso es que después de los entrenamientos iba al Estadio La Granja de su natal ciudad, a relatar los partidos del primer equipo. Cuando su padre en esa época escuchaba los partidos había relatores como Vladimiro Mimica, Raúl Prado, Carlos Alberto Bravo, Nicanor Molinare de la Plaza, Darío Verdugo, Hernán Solís y Hans Marwitz, este último aún está en actividad y que fue colega de Ernesto Díaz en la propia Radio Cooperativa.
Más tarde se fue a Santiago a estudiar Comunicación deportiva en la Academia de Gabriel Muñoz.

### Radio Chilena (1986-1996)
Debutó como periodista desempeñándose en Radio Chilena en 1986 cuando el comentarista Edgardo Marín le preguntó y junto con los relatos de Carlos Alberto Bravo debutó en un encuentro disputado entre Audax Italiano y Santiago Wanderers.

### Debut como relator
En 1988 debutó oficialmente como relator cuando Waldo Mora le dio la oportunidad de relatar un partido de fútbol profesional en Radio Chilena entre Audax Italiano y Unión San Felipe, el local. En aquel partido gritó su primer gol a favor de los itálicos. En Radio Chilena, en el programa "La Chispa del Deporte", fue el tercer relator del espacio entre 1993 y 1996 ya que los principales eran Vladimiro Mimica, Carlos Alberto Campusano y Juan Francisco Ortún (1994-1998). Fue esta razón por la cual aceptó un ofrecimiento de Radio Cooperativa en el verano de 1997. En radio Chilena siempre sería el tercer relator, mientras que en Al Aire Libre en Cooperativa llegaba como uno de sus relatores principales.

### Radio Cooperativa
En febrero de 1997 debutó en la emisora que hasta el día de hoy es su lugar de trabajo en el programa deportivo Al Aire Libre, relatando su primer partido junto a los comentarios de Igor Ochoa y Marco Antonio Cumsille (aún ambos vigentes y colegas de Díaz Correa). Sin duda uno de los partidos más emocionantes que ha relatado fue el partido entre Chile e Inglaterra en el Wembley Stadium en febrero de 1998 donde inventó varias de sus tradicionales frases.
Actualmente es relator de la mayoría de los clásicos importantes del fútbol chileno y partidos importantes como definiciones, finales de torneo, entre otros. También es requerido para la mayoría de los partidos de la Selección Chilena.

### Relatos en televisión
Su debut en el relato televisivo fue en el Canal del Fútbol, donde relató algunos partidos durante el año 2004. Su debut en la televisión abierta fue en TVN para el partido entre Chile y Paraguay por el Sudamericano Sub-20 de Argentina en 2013.

## Frases tradicionales
- "Comenzó el partido, la historia ya está en marcha!", cuando el árbitro ya tocó el pitazo inicial
- "No estamos soñando, es verdad", cuándo sucede un triunfo importante (especialmente de la selección chilena)
- "Un sueño hecho realidad"
- "El partido ya es historia!", ya finalizado el partido
- "Usted lo vivió por Al Aire Libre para todo el planeta", ídem
- "Los veintidós actores ya están en el campo de juego, la acción comienza dentro de un instante...!", cuando los titulares están formados antes de iniciar el partido
- "Tenemos [x] minutos recorridos de la etapa inicial/final del partido"
- "Dos actores para una escena, 11 metros 12 pasos", antes de un penal
- "Pelota en la red, pelota en la red...!", cuando se anota un gol
- "Mató, mató, mató...!", ídem
- "La pelota dentro del arco y a cobrar nomas...!", ídem
- "Con la alegría de siempre", motivación para los auditores, independiente del resultado
- "Huele a peligro", cuando hay peligro de gol
- "Atención oído país, aroma de Gol", ídem
- "Desata el delirio y la euforia aquí en él...[estadio en el que se esté jugando el partido]", cuando hay mucha algarabía por parte del público presente
- "Goleador soy también dice...[nombre o apodo del futbolista]", cuando un jugador que no sea delantero anota un gol
- "Dejaron de correr, terminaron de jugar, resultado final...", cuando termina el partido
- "Levanta la vista...tiene el tiempo y el espacio"
- "Penetró en la zona caliente!!"
- "Y el portero...[nombre del portero] se quedó con/es el propietario de la pelotita"
- "Está!, Está!, Está!, Goooooooooooooool! (Si es Gol) (Si no hay un sin fin de eventos que pueden ocurrir) se lo perdió! atajó el portero no más...! etc.
- "Pelota al tiro de esquina, córner número:..."
- "Notable, rutilante el portero [nombre del arquero]!!", cuando el portero salva una clara opción de gol.
- "Se le baja cortina a los primeros 45 de partido aquí en el [nombre del estadio de que se trate]", al concluir el primer tiempo y en varias veces cuando termina el partido.
- "Él muestra su talento, nosotros se lo contamos", cuando un jugador talentoso se da a mostrar en el campo de juego.
- "El partido es caliente Papá!!!"
- "La pelota da en el palo!"
- "Más de x mil espectadores presenciando el partido"
- "Los actores están listos, la acción ya viene", a punto de tirarse un corner o una pelota detenida.
- "Papá!" *
- "Sería todo señores, sería todo", cuando un equipo tiene asegurado el partido o el paso a la siguiente ronda (generalmente después de un gol).

* Hay varias oportunidades en las cuales dice "Papá" dependiendo de la ocasión por ej. "Le pegaste como los dioses papá"!, "¡Que golazo te hiciste, papá!, "¡Que baile le diste a a la defensa brasileña, papá!", "¡Eres de otro planeta, papá!, etc. 

### Dedicadas a la Selección Chilena (lista no completa)
- "Vamos, Roja linda!"
- "Así me gusta, así te quiero, Roja linda!"
- "Chile gana, gusta y es feliz!"
- "la roja hoy más que nunca!"
- "Chile gusta, gana y golea!"

## Curiosidades
- Es confeso hincha de Unión Española (aunque también lo es del club de su ciudad, Curicó Unido).
- Es amigo del grupo chileno de música Los Miserables con quienes participó en el álbum "Pasión de Multitudes".